# Irán Eory
Elvira Teresa Eory Sidi (en persa: اِلویرا تِرِه‌سا اِئوری سیدیه‌; Teherán, Irán; 21 de octubre de 1938 - Ciudad de México, México; 10 de marzo de 2002), conocida como Irán Eory (en persa: ایران اِئوری), fue una actriz de origen iraní. Alcanzó fama en México después de mudarse a ese país a finales de la década de 1960.

## Biografía y carrera

### 1938-1953: primeros años

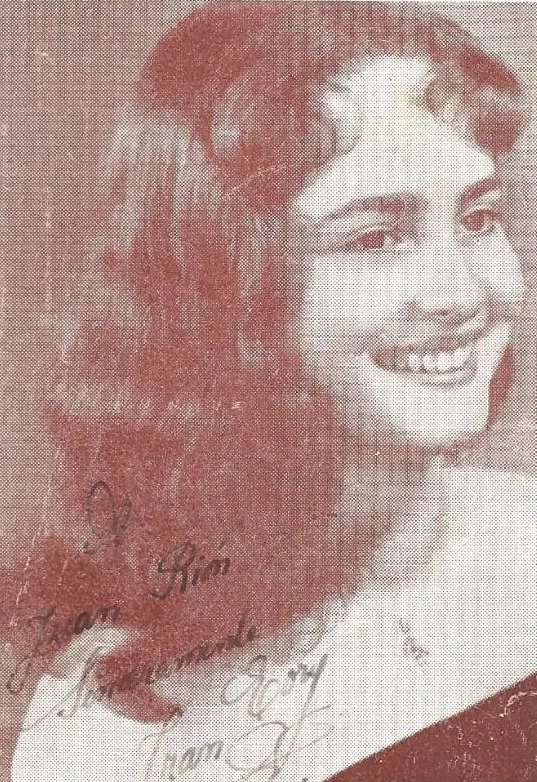
Eory, c. 1950s.

Irán Eory nació en Teherán, Irán, siendo hija del diplomático austriaco Friederich Eory, y Angela Sidi. Se trasladó muy joven a Marruecos, que por aquel entonces era un protectorado francés, y de ahí a España. 

### 1953-1969: inicios actorales en España
Su primera película fue El diablo toca la flauta (1953), a la que le siguieron diversos filmes, aunque destacó más en producciones de comedia como Esa pícara pelirroja, El arte de no casarse y Los chicos con las chicas.[cita requerida]
Durante la década de los 60 intervino en numerosos títulos con destacados cineastas españoles, como con José María Forqué en Habitación 703 (1962); con Fernando Palacios, en Vuelve San Valentín (1963); con José Luis Sáenz de Heredia, en La verbena de la Paloma (1963); con Juan de Orduña, en Nobleza baturra (1963), y con Pedro Lazaga, en No desearás la mujer de tu prójimo (1968).[cita requerida]
Organizó su actividad cinematográfica con continuas apariciones en la televisión española en diferentes series, como Chicas en la ciudad (1961), Confidencias (1963-1965), Historias de mi barrio (1964) o Tiempo y hora (1966) o en espacios que hicieron historia de la televisión, como El irreal Madrid, de Valerio Lazarov. Especialmente recordado fue su amago de strip-tease en la sátira de Chicho Ibáñez Serrador Historia de la frivolidad (1967).[cita requerida]

### 1969-2001: emigración a México
En 1969, llegó a México acompañada de sus padres e invitada por la escritora Yolanda Vargas Dulché para filmar la película Rubí, con Aldo Monti y Carlos Bracho, donde interpretó a una mujer muy bella físicamente, pero sin sentimientos. Eory llegó a considerar este país como su  «segunda patria». En 1970, y en respuesta a la invitación de José Ángel Espinosa, "Ferrusquilla" —quien, a instancias de Rodolfo Echeverría, buscó en España actrices cuya belleza pudiese destacarse en un evento cultural cinematográfico que se llevaría a cabo ese año— se instaló con su madre en México, donde continuó su carrera tanto en cine como en teatro (Las Leandras) y, sobre todo, televisión. Ese mismo año, llegó a Argentina y rodó la película Muchacho con el cantautor argentino Sandro. También incursionó en el canto, de regreso a México, creándose varios vinilos con grabaciones de estilo romántico. En sus últimos años, participó casi exclusivamente en telenovelas de la cadena televisiva de Televisa, donde lograría gran éxito al protagonizar telenovelas como Mundo de juguete (1974-1977), Doménica Montero (1978) y Principessa (1984-1986). Trabajó también en otras exitosas telenovelas, como Rosángela (Venevisión, 1978), Cuando llega el amor (1989-1990), donde actuó junto a Lucero y Omar Fierro; La pícara soñadora (1991), donde actuó junto a Mariana Levy y Eduardo Palomo; Carrusel de las Américas (1992), donde hizo nuevamente el mismo papel de La pícara soñadora; María la del barrio (1995-1996) y La usurpadora (1998), Gotita de Amor (1998), entre otras.[cita requerida]
Estuvo relacionada sentimentalmente durante muchos años con el actor chileno-mexicano Carlos Monden. Juntos trabajaron en el teatro y en la televisión.

### 2001: retiro
Su última participación en televisión la realizó en el año 2001 en la telenovela infantil Aventuras en el tiempo, donde interpretó a Belinda de manera futurista a como se vería siendo una adulta.[cita requerida]

## Enfermedad y muerte
Carlos Monden, su pareja, comentó que dos años antes de morir, a Eory le había sido detectada la enfermedad de Binswanger, la cual le provocó un edema cerebral de carácter benigno que le restó fuerza en la parte derecha de su cuerpo. Se le hizo saber que se trataba de un tumor conocido como gliomatosis cerebri.
El 8 de marzo de 2002, sufrió un desmayo en su casa y fue llevada a un hospital, donde le diagnosticaron una hemorragia cerebral. El 10 de marzo, Eory falleció a los 64 años de edad debido al edema y al tumor. Su  cuerpo fue cremado en el Panteón Español y sus cenizas fueron sepultadas junto a las de su padre en el Panteón de las Lomas ubicado en Naucalpan de Juárez, Estado de México. Monden falleció nueve años después, el 22 de abril de 2011.

## Filmografía

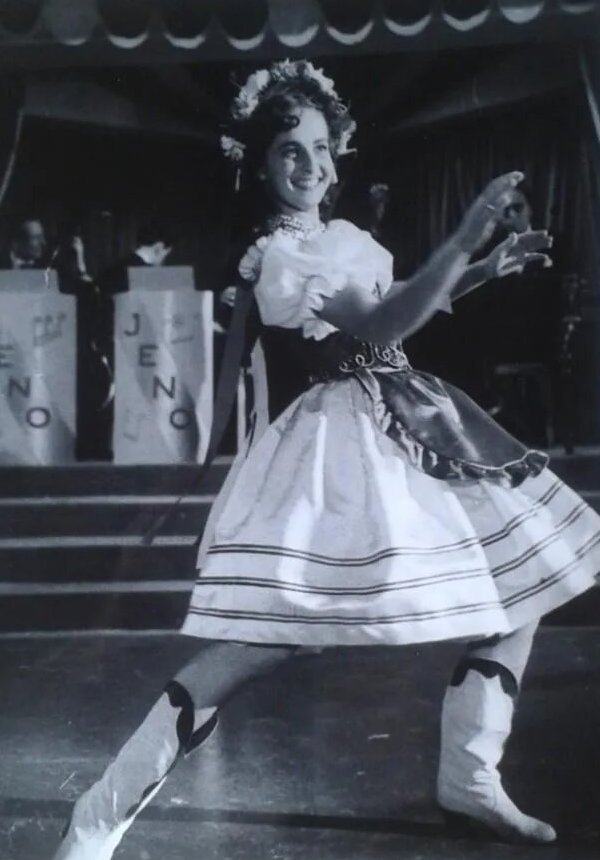
Eory en Los ases buscan la paz (1955).

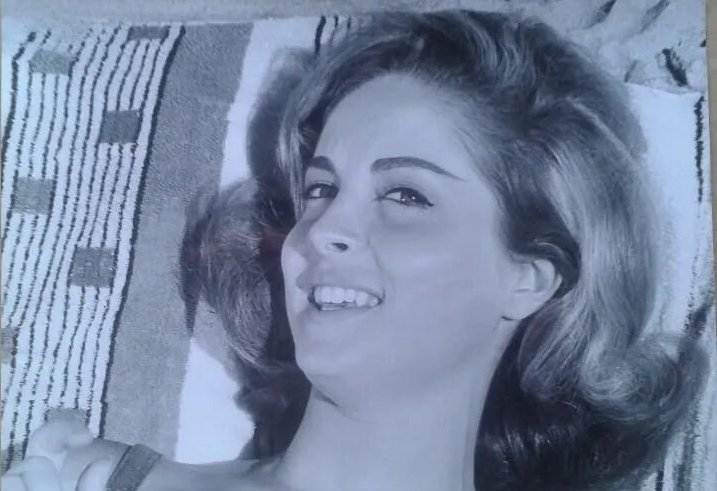
Eory en Una Chica Para Dos (1966).

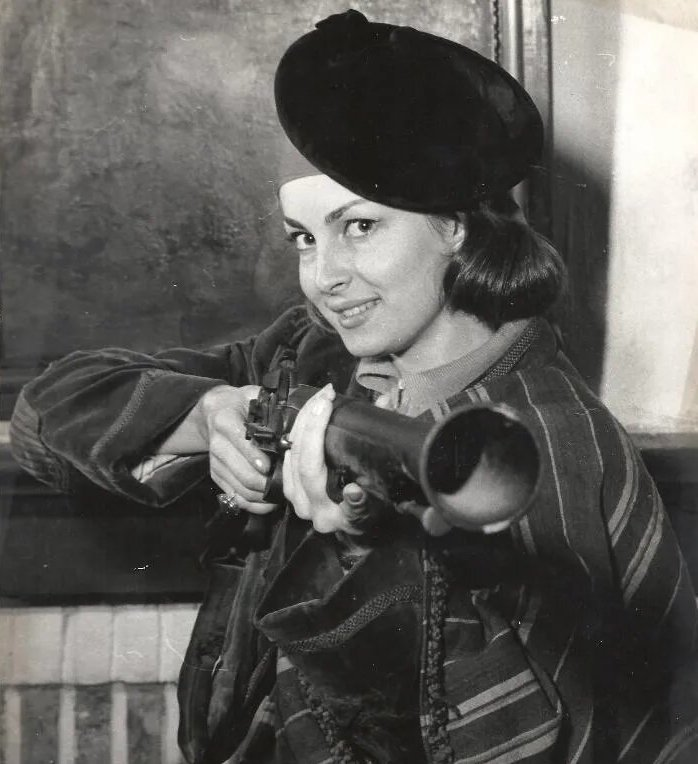
Eory c. 1960s.

### Programas de televisión

#### España
- Cuentos imposibles
  - Nuevo amanecer (9 de octubre de 1984)
- Historia de la frivolidad (1967)
- Y al final esperanza
  - Píldora nupcial (11 de febrero de 1967)
- Hermenegildo Pérez, para servirle
  - No hay mal que por bien no venga (12 de agosto de 1966)
- La pequeña comedia
  - Cuando ellas quieren ser (26 de marzo de 1966)
  - El anuncio (21 de junio de 1968)
- Tiempo y hora
  - Algunos vuelven (13 de febrero de 1966)
  - Mujeres (20 de marzo de 1966)
  - El Príncipe Ernesto (5 de junio de 1966)
  - Domingo (13 de noviembre de 1966)
  - Mala suerte, buena suerte (20 de noviembre de 1966)
- Diego de Acevedo
  - Bolívar en Madrid (1 de enero de 1966)
- Primera fila
  - Pisito de solteras (1 de junio de 1965)
- Sábado 64
  - Dentro de mí (21 de noviembre de 1964)
  - Si Fausto fuera Faustina (6 de marzo de 1965)
- Historias de mi barrio
  - El piso (9 de junio de 1964)
  - La niña Luz (15 de julio de 1964)
  - Las oposiciones (12 de agosto de 1964)
- Tengo un libro en las manos
  - El libro de El Escorial (28 de abril de 1964)
  - Don Carlos (12 de mayo de 1964)
- Novela
  - Las dos vidas de Marcela (13 de abril de 1964)
  - Se fue el novio (15 de junio de 1964)
  - El inspector (29 de junio de 1964)
  - El gallardo español (19 de abril de 1966)
- Estudio 3
  - Los honorables señores Morgan (16 de marzo de 1964)
  - El nacimientos de la profesora Isa (22 de junio de 1964)
- Confidencias
  - Mademoiselle Olinda (19 de diciembre de 1963)
  - (28 de febrero de 1964)
  - El pobre señor Tejada (7 de mayo de 1964)
  - (29 de mayo de 1964)
  - La exposición (24 de julio de 1964)
  - El último café (31 de julio de 1964)
  - ¿Por qué? (8 de enero de 1965)
  - La ilusión de cada uno (13 de junio de 1965)
- El hombre, ese desconocido
  - La chica que no quería ser artista (7 de junio de 1963)
- Chicas en la ciudad (1961).
- Mujeres solas (1961)

### Películas
- El último kamikaze (1983)
- Barcelona sur (1981)
- The Children of Sánchez (1978)
- En busca de un muro (1973)
- El amor tiene cara de mujer (1973)
- La justicia tiene doce años (1973)
- Las tres perfectas casadas (1972)
- Entre dos amores (1972)
- El cielo y tú (1971)
- Muchacho (1970)
- ¡Se armó el belén! (1970)
- Rubí (1969)
- Flash 18 (1968)
- No desearás la mujer de tu prójimo (1968)
- Novios 68 (1967)
- Los chicos con las chicas (1967)
- ¿Qué hacemos con los hijos? (1967)
- Una chica para dos (1966)
- El arte de no casarse (1966)
- Tre notti violente (1966)
- Las viudas (1966)
- El hombre del valle maldito (1965)
- Misión Lisboa Espionage in Lisbon (1965)
- Nobleza baturra (película de 1965) (1965)
- El pecador y la bruja (1964)
- Confidencias de un marido (1963)
- Horror (1963)
- Los muertos no perdonan (1963)
- La máscara de Scaramouche (1963)
- La verbena de la Paloma (1963)
- Ensayo general para la muerte (1963)
- Esa pícara pelirroja (1963)
- La venganza del Zorro (1962)
- Rogelia (1962)
- Usted tiene ojos de mujer fatal (1962)
- Vuelve San Valentín (1962)
- Sabían demasiado (1962)
- Accidente 703 (1962)
- Prohibido enamorarse (1961)
- Fray Escoba (1961)
- Los ases buscan la paz (1955)
- El diablo toca la flauta (1953)
- Tres huchas para Oriente (1954)

### Telenovelas

#### México
- Aventuras en el tiempo (2001).... Violeta Flores (3.ª edad)
- Por un beso (2000-2001).... Carmen
- Por tu amor (1999).... Mamá Paz Gallardo de Montalvo-Ariza
- Gotita de amor (1998).... Madre Superiora
- La usurpadora (1998).... Lourdes Reséndiz
- Sin ti (1997-1998).... Mercedes
- Mi generación (1997) .... Participación especial
- Esmeralda (1997).... Sor Piedad
- María la del barrio (1995-1996).... Victoria Montenegro de De la Vega
- El vuelo del águila (1994-1995).... Agustina de Romero Rubio (joven)
- Prisionera de amor (1994).... Eloísa Monasterios
- Entre la vida y la muerte (1993).... Aída Trejos
- Carrusel de las Américas (1992).... Doña Marcelina Ruvalcaba vda. de Rochild
- La pícara soñadora (1991).... Doña Marcelina Ruvalcaba vda. de Rochild
- Cuando llega el amor (1989-1990).... Rosalía de Contreras
- Principessa (1984-1986).... Paola San Román
- Doménica Montero (1978).... Doménica Montero
- Mundo de juguete (1974-1977).... Tía Mercedes Balboa
- El amor tiene cara de mujer (1971-1973).... Victoria "Vicky" Gallardo y Pimentel
- Las máscaras (1971).... Silvina Cruz
- Encrucijada (1970).... Susan Harrison

#### Venezuela
- Rosángela  (1979)... Rosángela

## Premios y nominaciones

### Premios TVyNovelas
| Año  | Categoría            | Telenovela           | Resultado |
| ---- | -------------------- | -------------------- | --------- |
| 2000 | Mejor primera actriz | Por tu amor          | Nominada  |
| 1996 | Mejor primera actriz | María la del barrio  | Nominada  |
| 1992 | Mejor primera actriz | La pícara soñadora   | Ganadora  |
| 1991 | Mejor primera actriz | Cuando llega el amor | Nominada  |